# Louis Lemaire (historien)
Pour les articles homonymes, voir Louis Lemaire.
Louis Lemaire, né à Dunkerque le 9 novembre 1877 et mort le 24 octobre 1941 dans la même ville est un historien français, spécialiste de l'Histoire de la ville de Dunkerque, dans le Nord. Il fut également médecin militaire lors de la Première Guerre mondiale, puis Médecin major à l'ambulance du Grand Palais, puis il dirige l’Hôpital Temporaire de Saint-Maurice (Val-de-Marne).
Ensuite, il devient chirurgien à l’hôpital de Dunkerque-Rosendaël où il dirige la maternité à partir de 1938.
Durant l'entre-deux-guerres, en 1928, à la suite de fouilles réalisées dans l'église Saint-Éloi de Dunkerque, le docteur Lemaire retrouve les ossements de Jean Bart, décédé en 1702, ce qui permet d'estimer sa taille, 1,90 m.

## Publications
- Un village disparu aux portes de Dunkerque. I : La Station archéologique de Malo-Terminus, 1923.
- Histoire de Dunkerque: (des origines à 1900). Éditions des Régionalismes, 21 mars 2014, 338 pages, 1927 (Google books).
- Jean-Bart (1650-1702), Dunkerque, Imprimerie du Nord maritime, 1928, in-8o, VIII et 251 p.
- 250 de ses  bulletins sur l'histoire locale ont été publiées pour la plupart dans le Bulletin de l'Union Faulconnier, dont il était président depuis 1921
- Alexandre de Saint-Léger et Louis Lemaire, Correspondance authentique de Godefroi, comte d'Estrades, de 1637 à 1660. Tome premier, Société de l'Histoire de France, , 1934, 407 pages.
- Inondations et paludisme en Flandre Maritime (1622-1922),1922, 31 pages  - Persée (persee.fr)
- Dunkerque et la traite des noirs au 18ème siècle, 46 p

## Distinctions

### Décoration
- Chevalier de la Légion d'honneur 1919

### Récompense
En 1928, il reçoit le Prix Montyon pour Histoire de Dunkerque: (des origines à 1900) (1927).

### Hommage
À Dunkerque, une rue porte son nom (Rue du Dr Louis Lemaire).